# Harald Moltke
Harald Viggo greve Moltke (14. december 1871 i Helsingør – 24. juni 1960 på Frederiksberg) var en dansk maler og forfatter, som var uddannet på det Det Kongelige Danske Kunstakademi 1889-93. Han var gift med Else Moltke.
Han var søn af plantageejer i USA, greve Oskar Peter August Moltke (1828-1882) og Karen Marie født Jensdatter (1849-1939).

## Ekspeditioner
Harald Moltke deltog fra maj til november 1898 som illustrationsmaler i en geologisk ekspedition ledet af Knud J.V. Steenstrup (1842-1906) til Diskobugt-området ved Grønlands Vestkyst. De mest kendte værker herfra er et 5 m. langt maleri af kyststrækningen ved Nugsuark halvøen og et maleri af grønlænderinder i konebåd.
Fra juli 1899 til april 1900 deltog Moltke i en nordlysekspedition til Akureyri i Island. Ekspeditionen var udsendt af Meteorologisk Institut og blev ledet af instituttets direktør fra 1884 til 1907, Adam F. W. Paulsen (1833-1907). De øvrige ekspeditionsdeltagere var Dan Barfod la Cour (1876-1942), der blev direktør for Meteorologisk Institut fra 1923 til 1942, og Ivar B. Jantzen (1875-1961). Her fremstillede Moltke 19 nordlysmalerier samt portrætskitser af ekspeditionens medlemmer.
I vinteren 1900-1901 deltog Harald Moltke atter i en nordlysekspedition udsendt af Meteorologisk Institut. Denne gang gik ekspeditionen til Utsjoki i Finland under ledelse af Dan B. la Cour. Øvrige ekspeditionsdeltagere var Carl Edvard Thune Middelboe (1875-1924) og Johannes K. Kofoed (1877-1939). På denne ekspedition fremstillede Moltke bl.a. 6 nordlysmalerier.
Harald Moltke gennemførte endelig, sammen med Knud Rasmussen, læreren Jørgen Brønlund, lægen Alfred Bertelsen og polarforskeren Ludvig Mylius-Erichsen, i årene 1902-04 Den litterære Grønlandsekspedition. Ekspeditionen gik langs nordvestkysten fra Upernavik til Kap York i nærheden af Thule.
Blandt hans vigtigste værker er 30 portrætter af inuitter, som blev udgivet i 1903. Samt 26 malerier af nordlys, malet på de 2 ekspeditioner til Island og Finland i perioden 1899 – 1901. Malerierne ejes af og opbevares hos Meteorologisk Institut.
Han skrev også bogen Grønland (sammen med Mylius-Erichsen) i 1906 og selvbiografien Livsrejsen i 1936. Derudover har han illustreret en række andre bøger.
Han var Ridder af Dannebrog og Dannebrogsmand.
Han er begravet på Reerslev Kirkegård.

## Bøger
- Grønland. Illustreret Skildring af den danske litterære Grønlandsekspeditions Rejser i Melvillebugten og Ophold blandt Jordens nordligst boende Mennesker – Polareskimoerne 1903-1904, Gyldendalske Boghandel, Nordisk Forlag, København 1906.
- Livsrejsen, 1936.